# Tomasz Schramm
Tomasz Jan Schramm (ur. 22 listopada 1949 w Poznaniu) – polski historyk, specjalizujący się w historii najnowszej, profesor nauk humanistycznych.

## Życiorys
Syn Ryszarda Wiktora Schramma. Absolwent I Liceum Ogólnokształcącego im. Karola Marcinkowskiego w Poznaniu. Przez całą karierę naukową związany z Uniwersytetem im. Adama Mickiewicza w Poznaniu. Pracę na tej uczelni rozpoczął w 1976, doszedł na niej do stanowiska profesora zwyczajnego. Był uczniem profesora Janusza Pajewskiego. Magisterium uzyskał w 1971, zaś stopień naukowy doktora w 1977. Stopień doktora habilitowanego nauk humanistycznych w zakresie historii uzyskał w 1988 na podstawie dorobku naukowego oraz rozprawy zatytułowanej Francuskie misje wojskowe w państwach Europy Środkowej 1919–1938. Tytuł profesora nauk humanistycznych otrzymał 4 listopada 1999.
W latach 1990–1996 pełnił funkcję prodziekana Wydziału Historycznego UAM, a od 1984 do 1987 i od 1996 do 2008 wicedyrektora Instytutu Historii UAM. Został członkiem Poznańskiego Towarzystwa Przyjaciół Nauk (1993), Commission d’Histoire des Relations Internationales (1993), wiceprzewodniczącym Association Internationale d'Histoire Contemporaine de'l Europe (2000), członkiem prezydium Polskiego Towarzystwa Historycznego (2004) i przewodniczącym uniwersyteckiej komisji dyscyplinarnej dla nauczycieli akademickich (2008). Był członkiem senatu UAM, a także przewodniczącym senackiej komisji rozwoju UAM (2005–2008).
Został wybrany na członka Komitetu Nauk Historycznych PAN na kadencję 2020–2023.
Członek powołanej przy UAM trzyosobowej komisji historycznej, badającej stopień inwigilacji środowiska uczelni przez Służbę Bezpieczeństwa. W latach 80. związany był z ruchem solidarnościowym i z tego względu inwigilowany. W 1990 sekretarz uniwersyteckiego Komitetu Obywatelskiego. W 2005 ujawnił odnalezienie w teczce założonej mu przez funkcjonariuszy SB meldunków tajnego współpracownika o pseudonimie Leński, którym – po odtajnieniu danych na jego prośbę przez Instytut Pamięci Narodowej – okazał się Dariusz Matelski.
W 1997 był pierwszym polskim zdobywcą Góry Newtona na Spitsbergenie (wraz z Wojciechem Jazdonem, Wojciechem Moskalem i Andrzejem Śmiałym). W 1999 wraz z Andrzejem Śmiałym był pierwszym polskim zdobywcą góry Monte San Valentín w chilijskiej części Patagonii. W tym samym roku został wraz z Andrzejem Śmiałym nominowany do nagrody Kolosy za przejście, jako pierwsi Polacy, przez Lądolód Patagoński Południowy z laguny San Rafael do jeziora Fiero w Ameryce Południowej.
W 2006 został konsulem honorowym Republiki Francuskiej, a w 2009 wiceprezesem polskiego oddziału The Explorers Club. W 2010 otrzymał tytuł honorowego profesora Uniwersytetu Marii Curie-Skłodowskiej w Lublinie. W 2016 Uniwersytet Jana Kochanowskiego w Kielcach nadał mu tytuł doctora honoris causa.

## Wybrane publikacje
Monografie
- Historycy francuscy o genezie Wielkiej Wojny, Poznań 1984.
- Francuskie misje wojskowe w państwach Europy Środkowej: 1919–1939, Poznań 1987, ISBN 83-232-0033-5.
- Wygrać Polskę: 1914–1918, Warszawa 1989, ISBN 83-03-02730-1.
- Historia powszechna – wiek XX, Poznań 1998, ISBN 83-86138-51-3.
- Tożsamość Europy a chrześcijaństwo, Poznań 2005, ISBN 83-7015-820-X.

Redakcja naukowa
- L’Europe au XXe siècle. Eléments pour un bilan, Poznań 2000.
- Problemy narodowościowe Europy Środkowo-Wschodniej w XIX i XX w., Poznań 2002.
- Poczet rektorów Almae Matris Posnaniensis, Poznań 2004.
- 1956. European and Global Perspective, Leipzig 2006.
- Instytut Historii Uniwersytetu im. Adama Mickiewicza w Poznaniu 1956–2006, Poznań 2006.
- Janusz Pajewski – człowiek i uczony, Poznań 2007.
- Formation et décomposition des États en Europe au 20e siècle. Formation and Disintegration of European States in the 20th Century, Bruksela 2012.

## Odznaczenia i wyróżnienia
- Krzyż Komandorski Orderu Odrodzenia Polski nadany przez prezydenta Andrzeja Dudę (2019)[14][15]
- Krzyż Kawalerski Orderu Odrodzenia Polski nadany przez prezydenta Bronisława Komorowskiego (2011)[16]
- Medal Komisji Edukacji Narodowej (2005)
- Kawaler Orderu Narodowego Zasługi (Francja, 2016)[17]
- Kawaler Orderu Palm Akademickich (Francja, 2001)
- Złoty medal Polskiego Towarzystwa Historycznego (2024)[18]